# Pegnitz (rzeka)

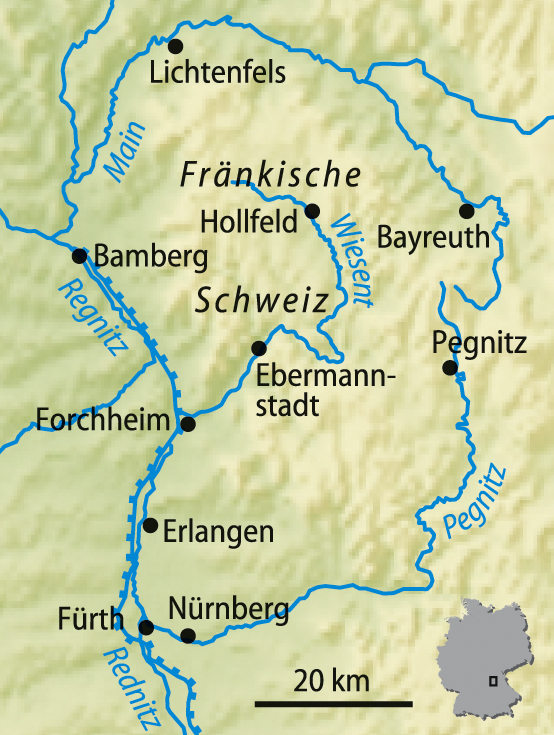
Układ rzek w regionie Szwajcarii Frankońskiej

Pegnitz – rzeka we Frankonii, należącej do Bawarii, historycznej krainy Niemiec. 
Źródło rzeki znajduje się na wysokości 425 m n.p.m. w Szwajcarii Frankońskiej, niedaleko miasta Pegnitz. Dopływ Regnitz, znajduje się w dorzeczu Renu. Ujście znajduje się koło miejscowości Fürth, na wysokości 285 m n.p.m. Długość rzeki wynosi 115 km.

## Przyroda
Pegnitz płynie w obrębie pasma górskiego zwanego Szwajcarią Frankońską. W części tych gór założono park krajobrazowy Naturpark Fränkische Schweiz-Veldensteiner Forst. Niedaleko źródła Pegnitz znajduje się źródło Menu, jednej z większych rzek w obrębie Niemiec. Rzekę zamieszkują liczne pstrągi, oraz mewy, łabędzie i łyski.

## Ważniejsze miejscowości nad Pegnitz
- Pegnitz
- Neuhaus an der Pegnitz
- Velden
- Hersbruck
- Lauf an der Pegnitz
- Röthenbach an der Pegnitz
- Norymberga
- Fürth

## Dopływy
- Fichtenohe
- Högenbach
- Sittenbach (Pegnitz)
- Schnaittach (Pegnitz)
- Bitterbach
- Röthenbach (Pegnitz)
- Schneidersbach (Pegnitz)
- Langwassergraben
- Tiefgraben (Pegnitz)
- Goldbach (Pegnitz)